# Million Miles an Hour
«Million Miles an Hour» es una canción de la banda de rock canadiense Nickelback, lanzado a través de Republic Records el 25 de noviembre de 2014 como el tercer sencillo de su octavo álbum de estudio No Fixed Address (2014). Fueron escrita por los miembros de la banda Chad Kroeger y Ryan Peake. Fue bien recibida en la radio, siendo la canción más agregada en el formato en su semana de lanzamiento y debutando en el puesto número 36 en la lista de Billboard Mainstream Rock Tracks.

## Composición
"Million Miles an Hour" es una canción de ritmo rápido con una duración de cuatro minutos y diez segundos, y ha sido descrita como una canción de hard rock y rock electrónico. Su instrumentación consiste principalmente en guitarra y sintetizadores "palpitantes", mientras que las voces están superpuestas y distorsionadas para sonar como si vinieran de debajo del agua. Alejándose del sonido post-grunge por el que la banda es conocida, "Million Miles an Hour" es una de las pistas con mayor influencia electrónica en No Fixed Address.
Según Kroeger, la letra de la canción habla sobre viajar con LSD.

## Posicionamiento en lista
| Lista (2014-2015)                | Mejor posición |
| -------------------------------- | -------------- |
| Canadá (Canada Rock)             | 40             |
| Estados Unidos (Mainstream Rock) | 11             |